# Libro de Abraham

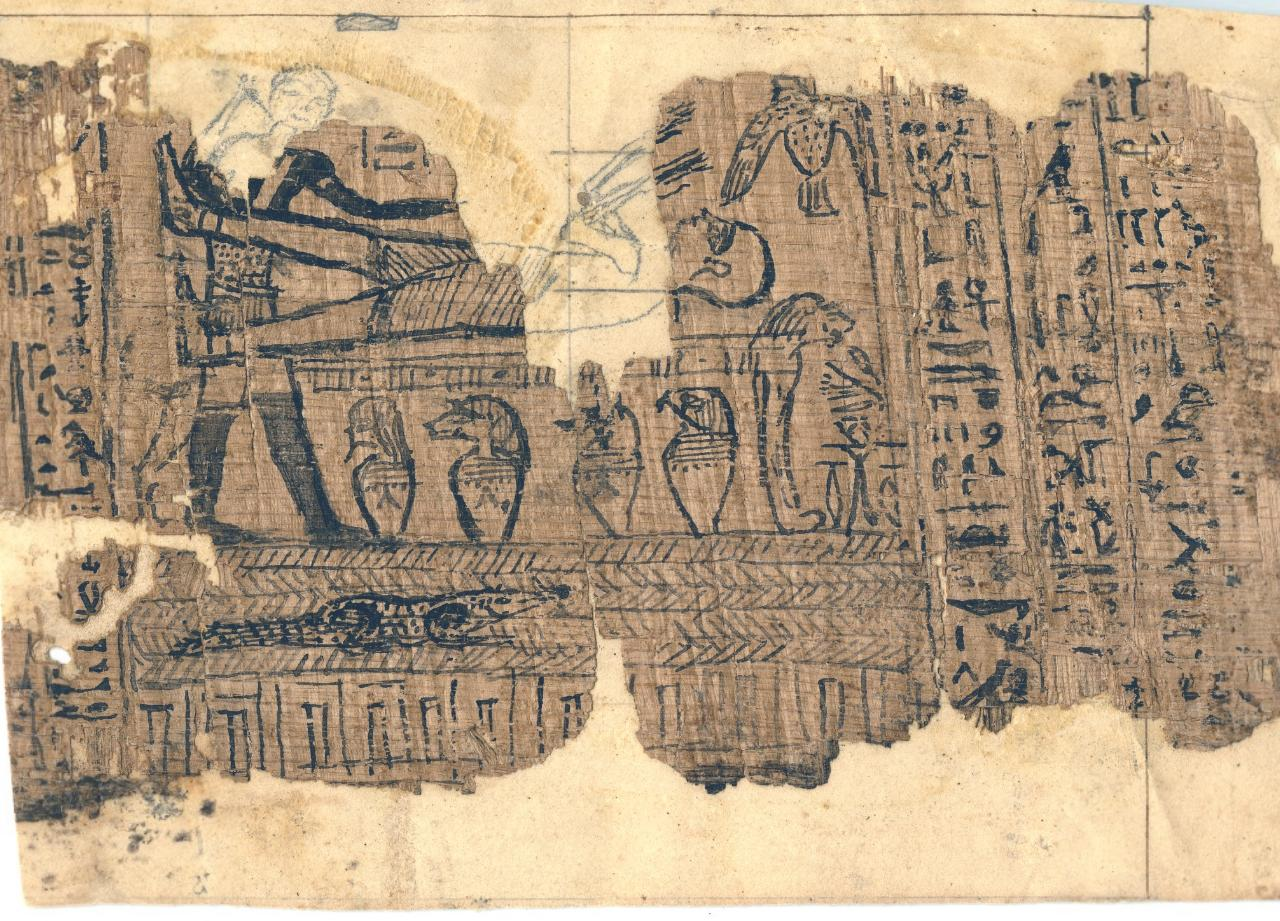
Una porción de los papiros utilizados por Joseph Smith como origen del Libro de Abraham. La diferencia entre la traducción de los egiptólogos y las interpretaciones de José Smith ha causado una controversia considerable.

El Libro de Abraham es una obra producida entre 1836 y 1842 por Joseph Smith basada, según Smith, en «una traducción de algunos registros antiguos que [...] pretendían ser los escritos de Abraham, mientras estaba en Egipto, llamado el Libro de Abraham, escrito por su propia mano, sobre papiro». Smith dijo que el papiro describe la vida de Abraham, su viaje a Canaán y Egipto, y su visión del cosmos y su creación.
La obra fue canonizada en 1880 por La Iglesia de Jesucristo de los Santos de los Últimos Días (Iglesia SUD) como parte de su Perla de gran precio. Se forma así un fundamento doctrinal de la Iglesia SUD y mormones denominaciones fundamentalistas del Movimiento de los Santos de los Últimos Días, a pesar de que no se considera un texto religioso por la Comunidad de Cristo. Otros grupos en el Movimiento de los Santos de los Últimos Días tienen opiniones diferentes en cuanto al Libro de Abraham, algunos rechazan y algunos aceptan el texto como escritura inspirada por Dios. El libro contiene varias doctrinas que son exclusivas del mormonismo, como la idea de que Dios organizó elementos eternos para crear el universo (en lugar de crearlo ex-nihilo), la exaltación de la humanidad, una existencia premortal, los estados primero y segundo, y la pluralidad de dioses.
Se creía que los papiros del Libro de Abraham se perdieron en el Gran Incendio de Chicago de 1871. Sin embargo, en 1966 se encontraron varios fragmentos de los papiros en los archivos del Museo Metropolitano de Arte de Nueva York y en los archivos de la Iglesia SUD. Ahora se les conoce como Los papiros de Joseph Smith.[cita requerida] Tras el examen por egiptólogos profesionales mormones y no mormones, estos fragmentos fueron identificados como textos funerarios egipcios, incluyendo el Permiso de respiración de Horus y el Libro de los muertos, entre otros.[cita requerida] Como resultado, el Libro de Abraham ha sido fuente de controversias significativas. Mientras que algunos apologistas mormones defienden su autenticidad, especialistas dicen que es una obra de ficción creada por Smith.

## Origen
Once momias y varios papiros fueron descubiertos cerca de la antigua ciudad egipcia de Tebas por Antonio Lebolo entre 1818 y 1822. Tras la muerte de Lebolo en 1830, las momias y objetos diversos fueron enviados a Nueva York con instrucciones de que se vendieran para beneficiar a los herederos de Lebolo. Michael H. Chandler adquirió las momias y artefactos y comenzó a exhibirlos por el país empezando en Filadelfia. Durante los siguientes dos años, Chandler recorrió el este de Estados Unidos, exhibiendo y vendiendo algunas de las momias mientras viajaba.

A finales de junio o principios de julio de 1835, Chandler exhibió su colección en Kirtland, Ohio. Un folleto promocional creado por Chandler afirma que las momias "pudieron haber vivido en los días de Jacob, Moisés o David". En ese momento, Kirtland era el hogar de los Santos de los Últimos Días, liderados por Joseph Smith. En 1830, Smith publicó el Libro de Mormón, que dijo haber traducido de antiguas placas de oro que estaban inscritas con texto "egipcio reformado". Se interesó de inmediato en los papiros y pronto ofreció a Chandler una traducción preliminar de los rollos. Smith dijo que los rollos contenían los escritos de Abraham y José, así como una breve historia de una princesa egipcia llamada "Katumin". Escribió:
Con W. W. Phelps y Oliver Cowdery como escribas, comencé la traducción de algunos de los caracteres o jeroglíficos, y para nuestra alegría encontramos que uno de los [rollos] contenía los escritos de Abraham, otro los escritos de José de Egipto, etc. - una descripción más completa aparecerá en su lugar, mientras procedo a examinarlos o desplegarlos.
Smith, Joseph Coe y Simeon Andrews pronto compraron las cuatro momias y al menos cinco documentos de papiro por $2,400 (equivalente a $71,000 en 2023).

## Las Facsímiles

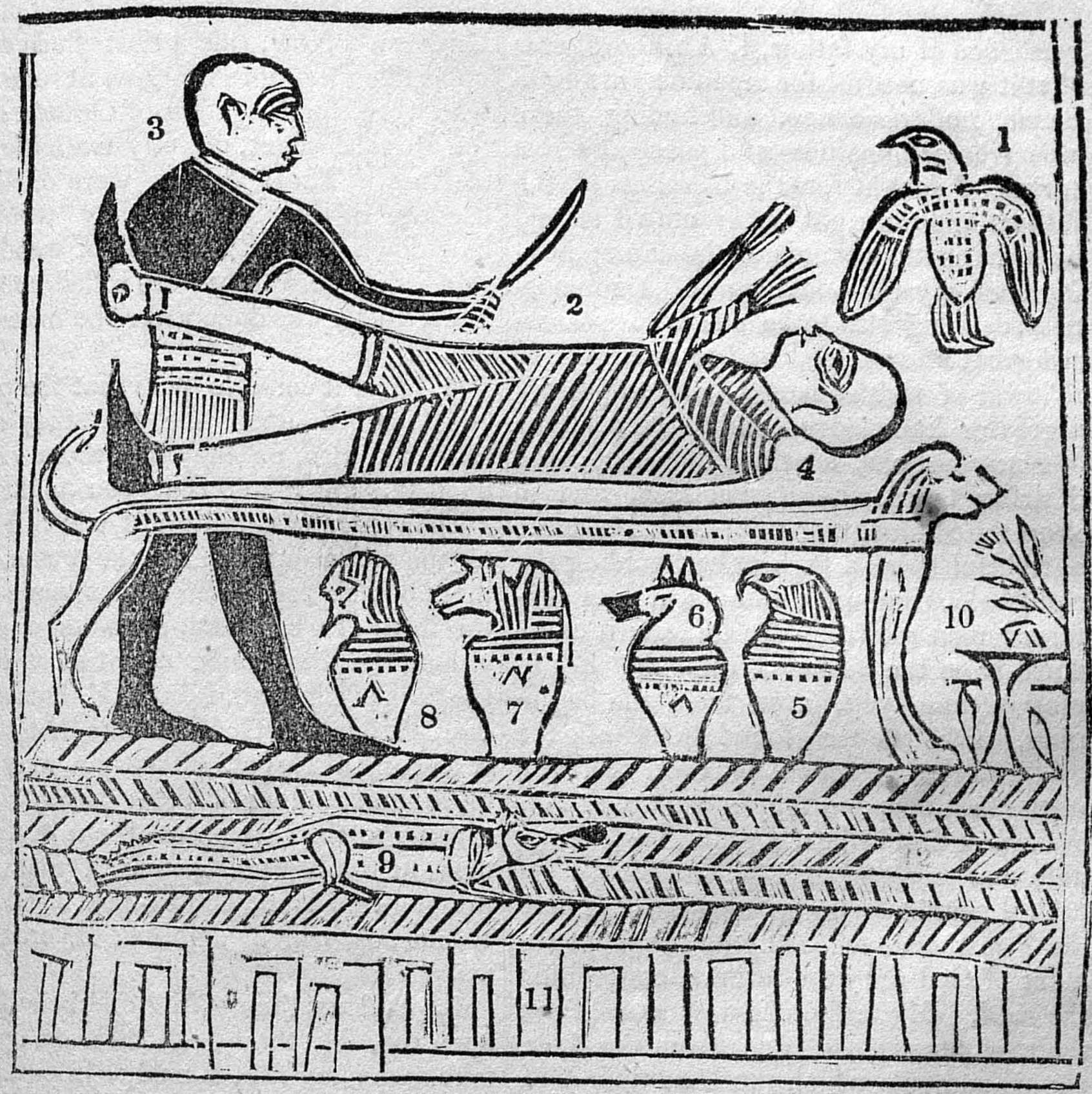
Facsímile 1

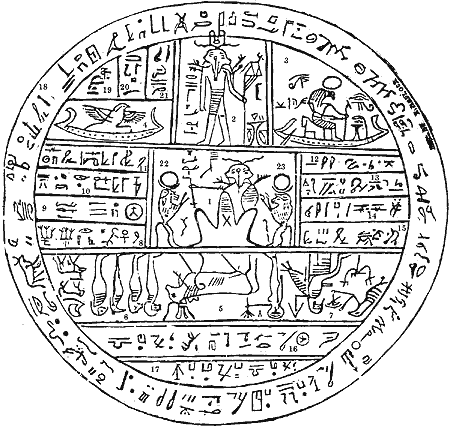
Facsímile 2

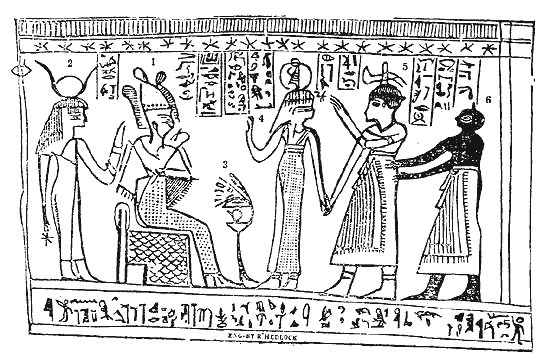
Facsímile 3

Tres imágenes (facsímiles de viñetas en los papiros) y las explicaciones de Joseph Smith sobre ellas fueron impresas en los números de 1842 de Tiempos y Estaciones (Times and Seasons). Estas tres ilustraciones fueron preparadas por Smith y un grabador llamado Reuben Hedlock. Los facsímiles y sus respectivas explicaciones fueron posteriormente incluidos junto al texto de la Perla de Gran Precio en un formato regrabado. Según las explicaciones de Smith, el Facsímil n.º 1 representa a Abraham atado a un altar, con el sacerdote idólatra de Elkenah intentando sacrificarlo; El Facsímil n.º 2 contiene representaciones de objetos celestiales, incluyendo los cielos y la tierra, quince otros planetas o estrellas, el sol y la luna, el número 1,000 y Dios revelando las palabras clave del santo sacerdocio. El Facsímil n.º 3 representa a Abraham en la corte de Faraón "razonando sobre los principios de la Astronomía".

## La precisión de la traducción
La traducción de los papiros tanto por egiptólogos mormones como no mormones no coincide con el texto del Libro de Abraham según la supuesta traducción de Joseph Smith. De hecho, el texto transcrito de los papiros recuperados y los facsímiles publicados en el Libro de Abraham no contienen referencias directas, ya sea históricas o textuales, a Abraham, y el nombre de Abraham no aparece en ninguna parte de los papiros o los facsímiles. Edward Ashment señala: 
"El signo que Smith identificó con Abraham [...] no es más que la versión jeroglífica de [...] una 'w' en egipcio. No tiene ninguna relación fonética o semántica con [el 'Ah-broam' de Smith]". 
El egiptólogo de la Universidad de Chicago, Robert K. Ritner, concluyó en 2014 que la fuente del Libro de Abraham 
"es el 'Permiso para respirar de Hôr', malentendido y mal traducido por Joseph Smith", 
y que los otros papiros son documentos funerarios egipcios comunes como el Libro de los Muertos.
Los manuscritos originales del Libro de Abraham, microfilmados en 1966 por Jerald Tanner, muestran porciones de los Papiros de Joseph Smith y sus supuestas traducciones al Libro de Abraham. Ritner concluye, en contra de la posición de la Iglesia de Jesucristo de los Santos de los Últimos Días, debido a que los microfilms se publicaron antes del redescubrimiento de los Papiros de Joseph Smith, que "no es cierto que 'no sobreviva ningún relato de testigos presenciales de la traducción'", que el Libro de Abraham está "confirmado como una invención quizás bien intencionada, pero errónea, de Joseph Smith", y "a pesar de su falta de autenticidad como narrativa histórica genuina, el Libro de Abraham sigue siendo un testigo valioso de la historia religiosa temprana de América y del recurso a textos antiguos como fuentes de fe religiosa y especulación modernas".